# 福岡県道798号北川内草野線
福岡県道798号北川内草野線（ふくおかけんどう798ごう きたかわうちくさのせん）は、福岡県八女市から久留米市に至る一般県道である。

## 概要
八女市上陽町北川内から久留米市草野町草野に至る。

### 路線データ
- 起点：福岡県八女市上陽町北川内（大瀬交差点、福岡県道52号八女香春線交点、福岡県道84号三潴上陽線終点）
- 終点：福岡県久留米市草野町草野（福岡県道151号浮羽草野久留米線交点）

## 路線状況

### 重複区間
- 福岡県道84号三潴上陽線（八女市上陽町北川内・大瀬交差点（起点） - 八女市上陽町下横山）

### 道路施設

#### 橋梁
- 大瀬橋（星野川、八女市、福岡県道84号三潴上陽線重複区間内）

## 地理

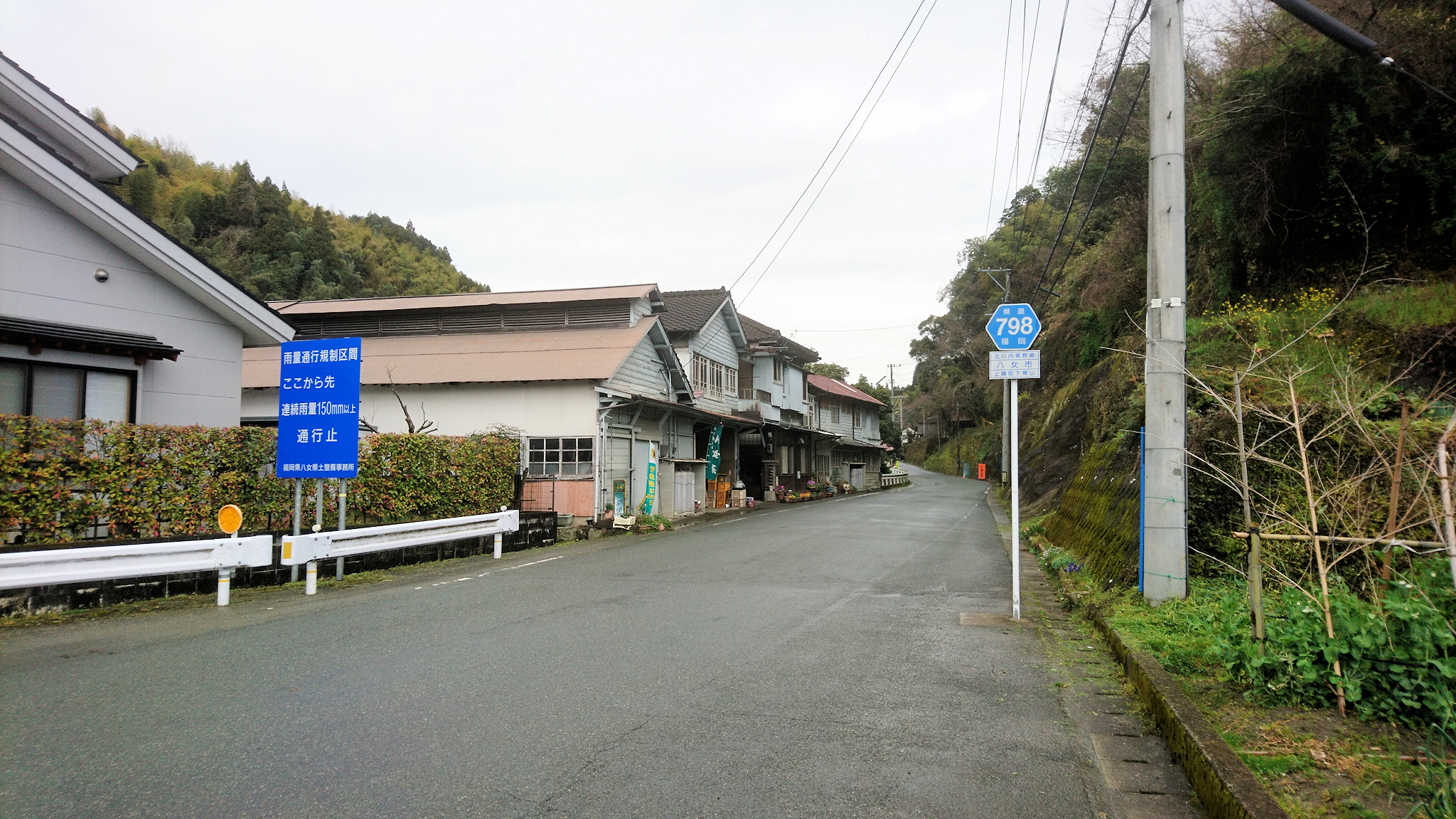
福岡県道798号北川内草野線
（福岡県八女市上陽町）

### 通過する自治体
- 八女市
- 久留米市

### 交差する道路
| 交差する道路                                               | 市町村名 | 交差する場所 | 交差する場所      |
| ---------------------------------------------------------- | -------- | ------------ | ----------------- |
| 福岡県道52号八女香春線 福岡県道84号三潴上陽線 重複区間起点 | 八女市   | 上陽町北川内 | 大瀬交差点 / 起点 |
| 福岡県道84号三潴上陽線 重複区間終点                        | 八女市   | 上陽町下横山 |                   |
| 耳納スカイライン                                           | 八女市   | 上陽町下横山 |                   |
| 福岡県道151号浮羽草野久留米線                              | 久留米市 | 草野町草野   | 終点              |

### 沿線
- 八女市役所 上陽支所（起付近点）
- 上陽郵便局
- 星野川
- 朧大橋
- ふるさとわらべ館
- 耳納スカイライン展望台
- 発心公園